# Linda B. Buck
Linda B. Buck, ameriška molekularna biologinja, nobelovka, * 29. januar 1947, Seattle, Washington, Združene države Amerike.
Za svoj prispevek k razumevanju delovanja in organizacije olfaktornega sistema je leta 2004 s sodelavcem Richardom Axlom prejela Nobelovo nagrado za fiziologijo ali medicino.

## Življenjepis
Študirala je na Univerzi Washingtona v Seattlu; sprva je med drugim hotela postati psihoterapevtka, a jo je med študijem pritegnila imunologija, zato se je odločila za kariero v biologiji. Doktorski študij je opravila na medicinskem centru Univerze Teksasa v Dallasu in doktorirala s tezo o funkcionalnih razlikah med različnimi razredi limfocitov B.
Leta 1980 je pričela s podoktorskim projektom na Univerzi Columbia, kjer se je ukvarjala z beljakovinami poglavitnega histokompatibilnostnega kompleksa in njihovo lokacijo v limfocitih B v različnih fazah imunskega odziva. Njeno delo je razkrilo nekatere mehanizme predstavljanja antigenov limfocitom T. Kmalu se je preusmerila v molekularno biologijo in prišla v laboratorij Richarda Axla na isti univerzi, ki se je ukvarjal z molekularnimi raziskavami živčnih celic pri polžih iz rodu Aplysia. Tu se je posvečala iskanju genov, ki kodirajo celične receptorje pri različnih nevronih. Ugotovila je, da prihaja pri prepisovanju genov do kombiniranja različnih fragmentov, kar podobno kot v imunskem sistemu povečuje raznolikost produktov prepisovanja (beljakovin). Hkrati je poskušala razviti metodo za iskanje genov, katerih fragmenti se na podoben način prerazporejajo, v genomu, a takratne molekularne tehnike niso bile dovolj občutljive za ta namen.
Ob koncu projekta s polži je njeno pozornost pritegnil članek o možnih mehanizmih voha pri sesalcih, ki so bili takrat še popolna neznanka. Ob predpostavki, da gre za celične receptorje, povezane s kaskado proteina G v vohalnih receptorskih celicah, se je lotila iskanja družine beljakovin, ki delujejo kot vohalni receptorji. Skupaj z Axlom sta razvila metode za skeniranje genoma pri podganah in nekaj let kasneje odkrila družino genov, ki kodirajo več kot sto celičnih receptorjev v vohalnih receptorskih celicah. Odkritje sta objavila leta 1991.
Tega leta je odšla v Boston, kjer je dobila mesto docentke na medicinski šoli Univerze Harvard. Leta 1994 je postala raziskovalka na Medicinskem inštitutu Howarda Hughesa, hkrati pa napredovala do položaja redne profesorice na Harvardu. V tem času se je pričela ukvarjati z vprašanjem kako se signali iz vohalnih receptorjev urejajo v možganih da lahko pride do zaznave različnih vonjev. V sodelovanju z doktorskimi in podoktorskimi študenti je odkrila vzorec izražanja genov za različne vohalne receptorje, ki se v vohalnem epitelu miši urejajo v ločene regije. Te regije odgovarjajo čutnicam, ki izražajo sorodne receptorje, čutnice z enim določenim receptorjem pa so razpršene znotraj celotne regije. Nadalje so dokazali, da so nevroni, ki nosijo informacijo enega receptorja, organizirani v enem delu vohalnega  živca, kar se zrcali tudi v olfaktornem bulbusu, regiji možganov, v katero vstopa vohalni živec. Skupina se je nato usmerila v vprašanje kako vohalne receptorske celice kodirajo različne snovi. Tu se je izkazalo, da se signal enega receptorja prenese v več različnih nevronov, pri zaznavi neke snovi pa je udeležena točno določena kombinacija receptorjev. Z uporabo različnih molekularnih tehnik so dokazali, da posamezne živčne celice v možganski skorji sprejemajo informacije ene od teh kombinacij. Vsa odkritja je neodvisno potrdila tudi Axlova skupina, ki je vzporedno raziskovala olfaktorni sistem pri podganah.
Od leta 2002 deluje kot gostujoča profesorica na Univerzi Washingtona in raziskovalka Centra za raziskave raka Freda Hutchinsona v Seattlu, kjer nadaljuje z raziskavami mehanizmov zaznave različnih vonjev ter drugih fizioloških procesov pri sesalcih.